# Jogurt revolucija
Jogurt revolucija je manifestacija antibirokratska revolucija u Vojvodini kada su prilikom opsade Pokrajinskog komiteta SK Vojvodine 5. listopada 1988. demonstranti bacali kamenja i čašice s jogurtom na partijske službenike koji su htjeli smiriti situaciju. Demonstrante je organizirao Miloševićev režim, i mnogi su bili uvezeni iz raznih krajeva Srbije i Kosova. Jogurt revolucija je bila početak rušenja federalnog ustrojstva SFRJ, i početak centralizacije SR Srbije. Pošto je Vojvodina bila autonomna pokrajina sa svojim rukovodstvom, ona je postala trn u oku Slobodanu Miloševiću jer on nije držao rukovostvo SAP Vojvodine u svojoj kontroli. Milošević je trebao njihov glas u Savezu komunista Jugoslavije i u Federacji, ako je htio provesti svoje namjere. Ova revolucija potekla je iz Bačke Palanke kada je Mihalj Kertes inače pristaša Slobodana Miloševića poveo radnike Jugometala na protest u Novi Sad. Procjenjuje se da je tada otišlo preko 20.000 ljudi iz Bačke Palanke u smjeru Novog Sada. Demonstratori su nosili razne plakate i uzvikivali su razne parole. Nakon pada rukovostva SAP Vojvodine na vlasti su bili postavljene Miloševićeve pristaše koji su kasnije 1989. godine promijenili ustav SAP Vojvodine i SR Srbije tako da je SAP Vojvodina prestala postojati kao autonomna pokrajina.

## Vanjske poveznice
- Hrvatske novine, prosinca 2015., str. 20 Iz knjige Branimira Miroslava Tomlekina: "Hrtkovci, priče o sudbini jednog sela". Jogurt-revolucija (V. priča iz IV. poglavlja "Nova kuća")